# Companhia Nacional de Ópera do Canadá

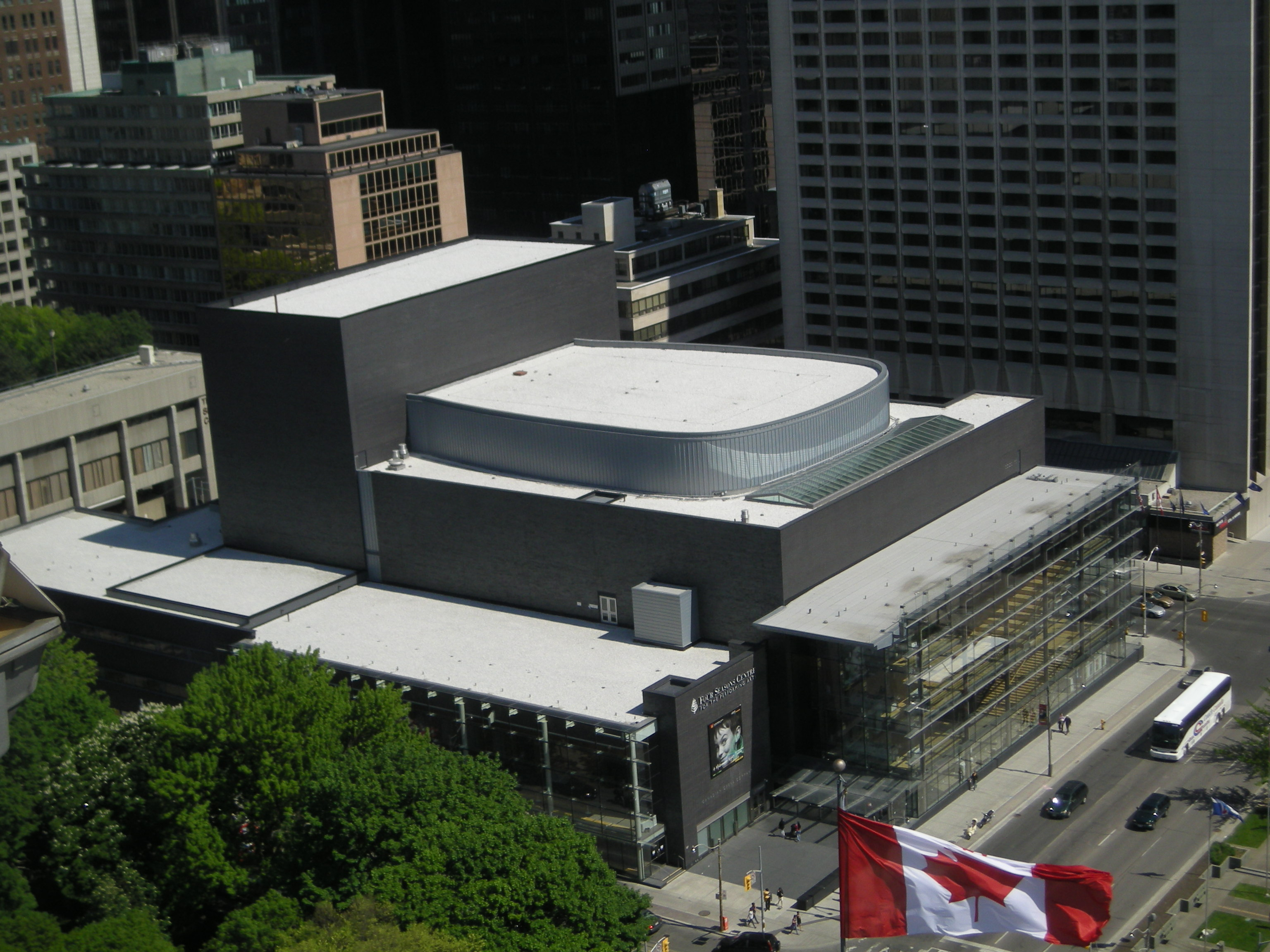
Four Seasons Centre, residência da COC

A Companhia de Ópera do Canadá (em inglês, Canadian Opera Company, COC) é uma companhia de ópera baseada em Toronto, Ontário.
É a maior companhia do Canadá e a terceira maior produtora de ópera da América do Norte. Por 40 anos, até abril de 2006, apresentou-se no Centro Hummingbird. Atualmente,  reside no  Four Seasons Centre for the Performing Arts.

## História
Nicholas Goldschmidt e Herman Geiger-Torel fundaram a companhia em 1950 como Companhia de Ópera do Conservatório Real. Geiger-Torel tornou-se o diretor artístico em 1956 e o diretor geral em 1960. A companhia foi renomeada para Associação de Ópera Canadense em 1960 e para o atual nome em 1977. Geiger-Torel retirou-se do seu cargo em 1976. Lofti Mansouri foi o diretor geral de 1976 a 1988. Em 1983 a companhia introduziu um sistema de legenda em suas produções, a primeira companhia a usar esses sistema no mundo. Joan Sutherland cantou pela primeira vez como Anna Bolena de Gaetano Donizetti na companhia.
Brian Dickie serviu como diretor geral entre 1988 e 1993. Dickie nomeou o maestro Richard Bradshaw como maestro chefe em 1989. Elaine Calder foi a diretora geral de 1994 a 1997. Em 1998, Bradshaw foi nomeado diretor geral. A primeira performance na nova sede foi Der Ring des Nibelungen de Richard Wagner, com design de Michael Levine e quatro diferentes diretores: Michael Levine (Das Rheingold), Atom Egoyan (Die Walküre), François Girard (Siegfried) e Tim Albery (Götterdämmerung). Em 2006, o contrato de Bradshaw foi prolongado por mais 10 anos, mas ele morreu de um ataque cardíaco em 15 de Agosto de 2007.
Alexander Neef foi nomeado diretor geral em junho de 2008. Em Outubro de 2008, Johannes Debus fez sua estreia como maestro da companhia, numa produção de War and Peace de Sergei Prokofiev, sendo aclamado pela crítica, o contrato de Debus vai até 2013. A pianista e cantora Sandre Horst é a maestrina do coral.